# STS-51-C
إس تي إس-51-سي (بالإنجليزية: STS-51-C)‏ الرحلة الخامسة عشر ضمن برنامج مكوك الفضاء لوكالة ناسا، والرحلة الثالثة لمكوك الفضاء ديسكفري، انطلقت الرحلة في 24 يناير 1985 من مركز كينيدي للفضاء، وهبطت في 27 يناير في مركز كينيدي للفضاء أيضاً، الرحلة كانت مخصصة للأغراض العسكرية لوزارة الدفاع، وبالتالي فأن تفاصيلها كانت سرية، حملت الرحلة خمسة رواد الفضاء.